# الجنرال دير لوفتشناتشيرتروبه
```
الجنرال دير لوفتناخريختنتروب
 (
جنرال قوات اتصالات القوات الجوية
) 
جنرالًا
 برتبة 
جنرال فرع
 من 
دويتشه لوفتوافه
 (عربية: القوات الجوية الألمانية) في ألمانيا النازية. حتى نهاية 
الحرب العالمية الثانية
 في عام 1945، كانت رتبة الضابط العام هذه على مستوى ثلاث نجوم ( OF-8 )، أي ما يعادل 
رتبة جنرال
 أمريكي.
```

خدمات أخرى

كانت الدرجة مكافئة أيضًا للصفوف الألمانية الثلاث نجوم:
- أميرال كريجسمارينه، أي ما يعادل ( نائب أميرال ) و
- أوبر غروبن فوهرر في فافن إس إس.

## الضباط في هذه الرتبة
| اسم              | تواريخ الحياة | ترقية وظيفية  | تعليق                                               |
| ---------------- | ------------- | ------------- | --------------------------------------------------- |
| فريدريش فهنيرت   | 1879-1964     | 1 أبريل 1945  | القائد الأعلى لل Luftnachrichtenstab في هالي (سالي) |
| وولفجانج مارتيني | 1891-1963     | 1941          | خبير في تكنولوجيا الرادار الألمانية                 |
| والتر سورين      | 1880-1976     | 30 يناير 1945 | إشارات-زعيم Luftwaffe في RLM                        |